# Basilique Ulpia
La basilique Ulpia (Basilica Ulpia) est une basilique civile construite à Rome entre 107, date du triomphe de Trajan pour ses victoires en Dacie, et 112 ap. J.-C., date de l'inauguration du forum de Trajan. Le plan de la basilique est peut-être l’œuvre de l'architecte Apollodore de Damas (qui a été ingénieur en chef de Trajan durant ses campagnes en Dacie), mais son rôle dans la construction n'est pas bien établi.
Aujourd'hui, il ne reste pratiquement plus rien de cette basilique, excepté quelques vestiges de colonnes et des éléments dispersés comme certains bas-reliefs de l'Arc de Constantin.
Pour un article plus général, voir Forum de Trajan.

## Localisation
La basilique Ulpia fait partie du forum de Trajan. Elle est située entre la place centrale du forum, dont elle ferme le côté nord, et la colonne Trajane (voir le plan).

## Fonction

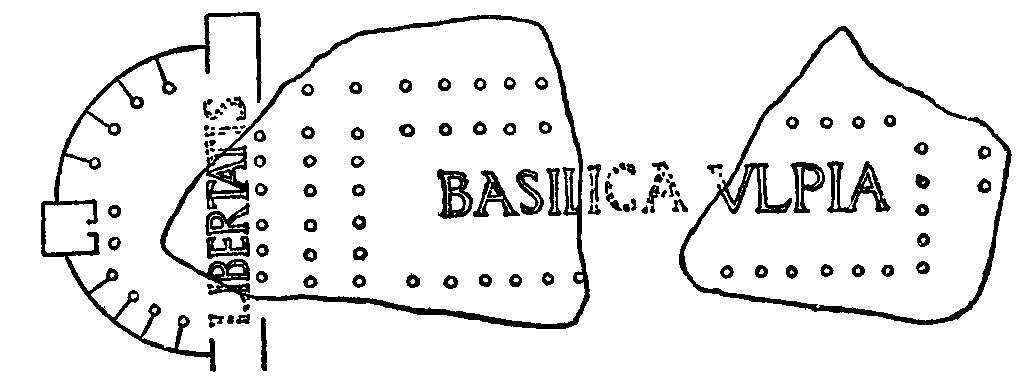
Restitution des fragments de la Forma Urbis, Encyclopædia Britannica, 1911.

La basilique pouvait, tout comme les autres basiliques publiques romaines, servir pour des activités judiciaires, bancaires ou commerciales. On pouvait également s'y promener.
Un fragment de la Forma Urbis Severiana porte l'inscription « Libertatis » sur l'abside nord-est, ce qui laisse penser que la basilique a peut-être hérité des fonctions de l'ancien Atrium Libertatis construit par Asinius Pollion et détruit lors de la construction du forum de Trajan, dans lequel se déroulaient les cérémonies d'affranchissement des esclaves.
Des recherches récentes qui ont partiellement invalidé le plan généralement admis du forum de Trajan ont amené certains historiens à placer la Bibliotheca Ulpia dans les absides de la basilique.

## Histoire

### Construction
L'architecte du forum de Trajan innove par rapport aux autres forums impériaux en ne plaçant pas dans l'axe de la place centrale un temple dédié à une divinité protectrice, mais une basilique civile
, baptisée du nom de la gens de l'empereur. Le jour de son inauguration, en janvier 112, elle devient la plus grande basilique de Rome, déplaçant un peu plus le centre politique du Forum Romain vers les forums impériaux.

### Influence
Constantin s'inspire du plan de la basilique pour les premières églises chrétiennes et s'en sert de modèle pour compléter la grande basilique de Maxence.

### Vestiges
Il reste très peu de vestiges de la basilique Ulpia et seule la partie centrale est encore visible : des voies modernes ont été construites au-dessus des deux absides, à l'ouest la Via dei Fori Imperiali, large rue construite par Benito Mussolini, et à l'est la Scalinata di Magnanapoli. Des fragments de colonnes retrouvés sur place ont été redressés sur des bases d'origine, mais n'appartiennent pas à la basilique.

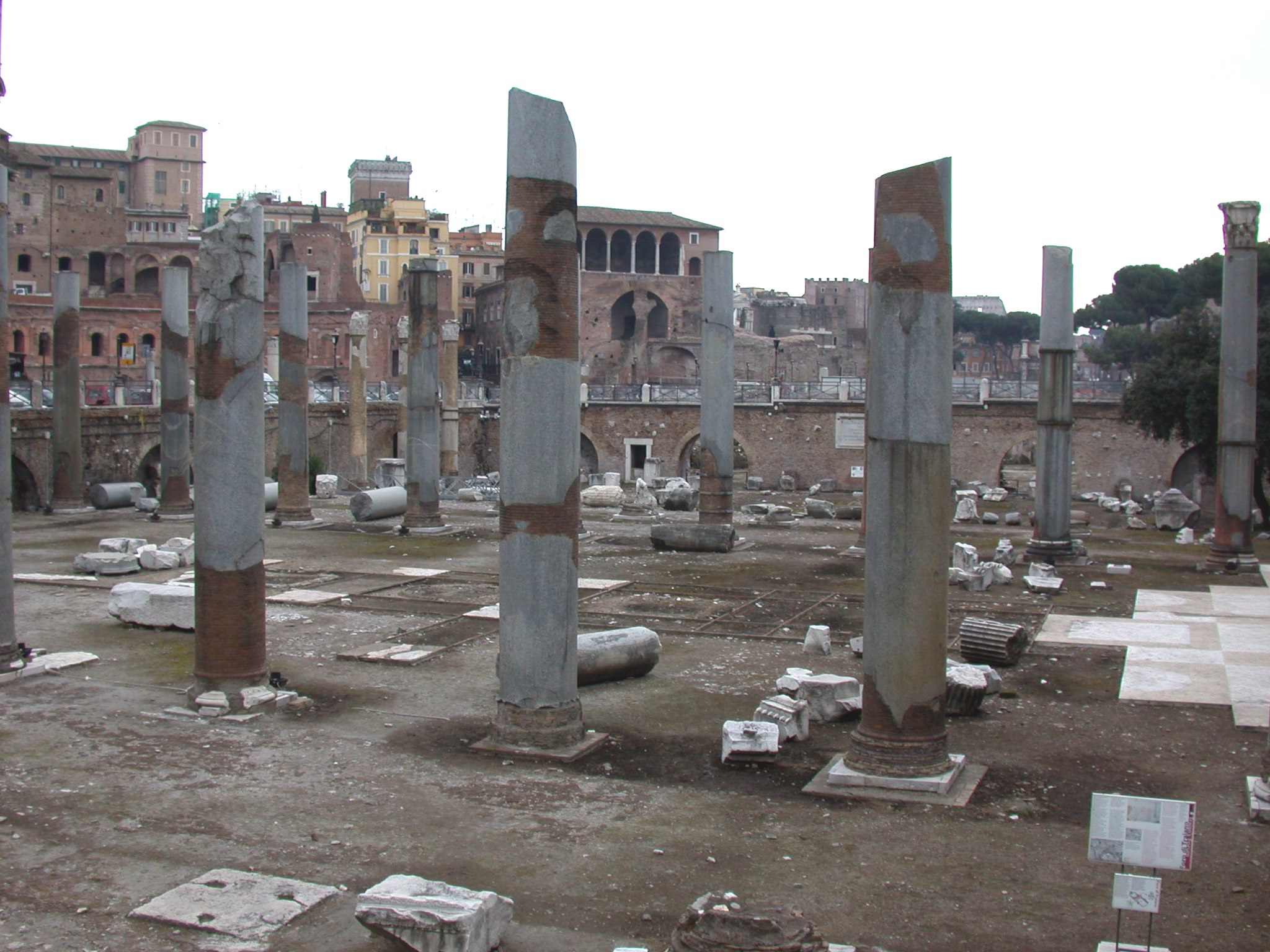
Vestiges de la basilique.
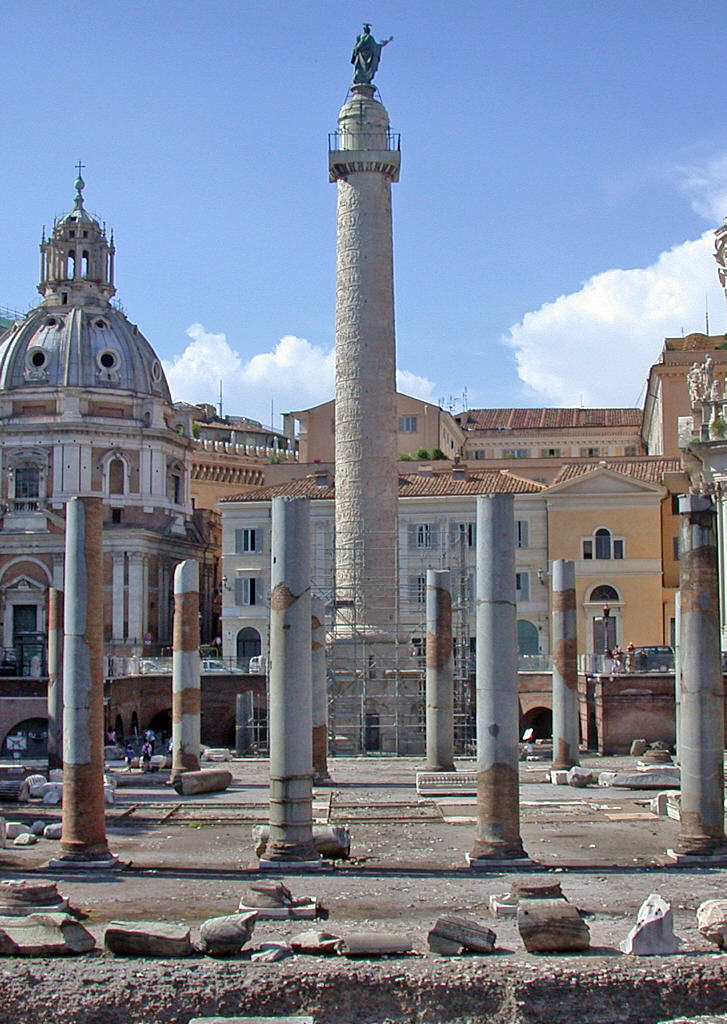
Vestiges de la basilique et colonne Trajane en arrière-plan.
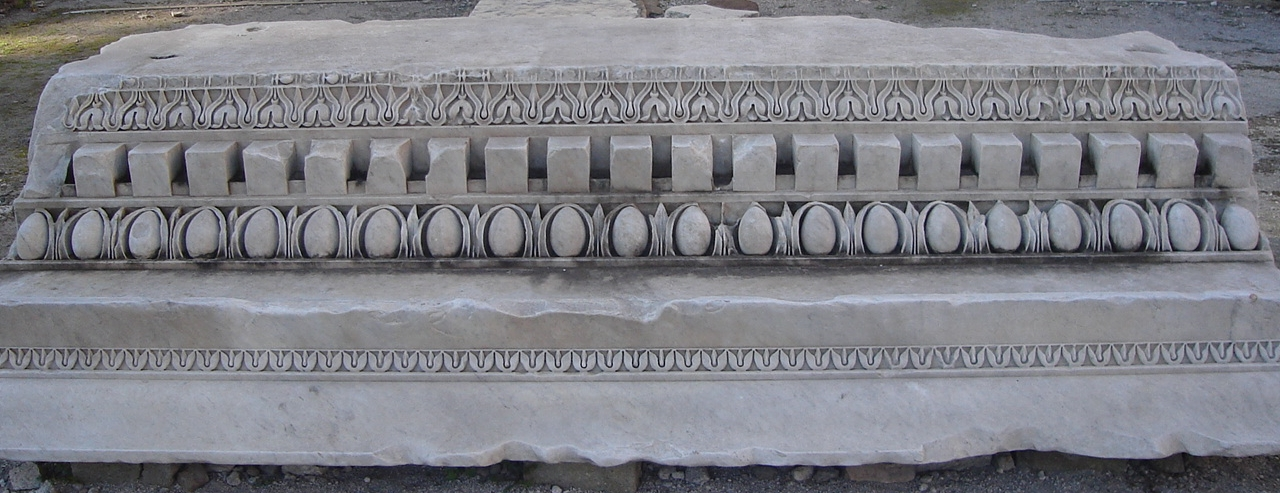
Fragment d'une corniche.
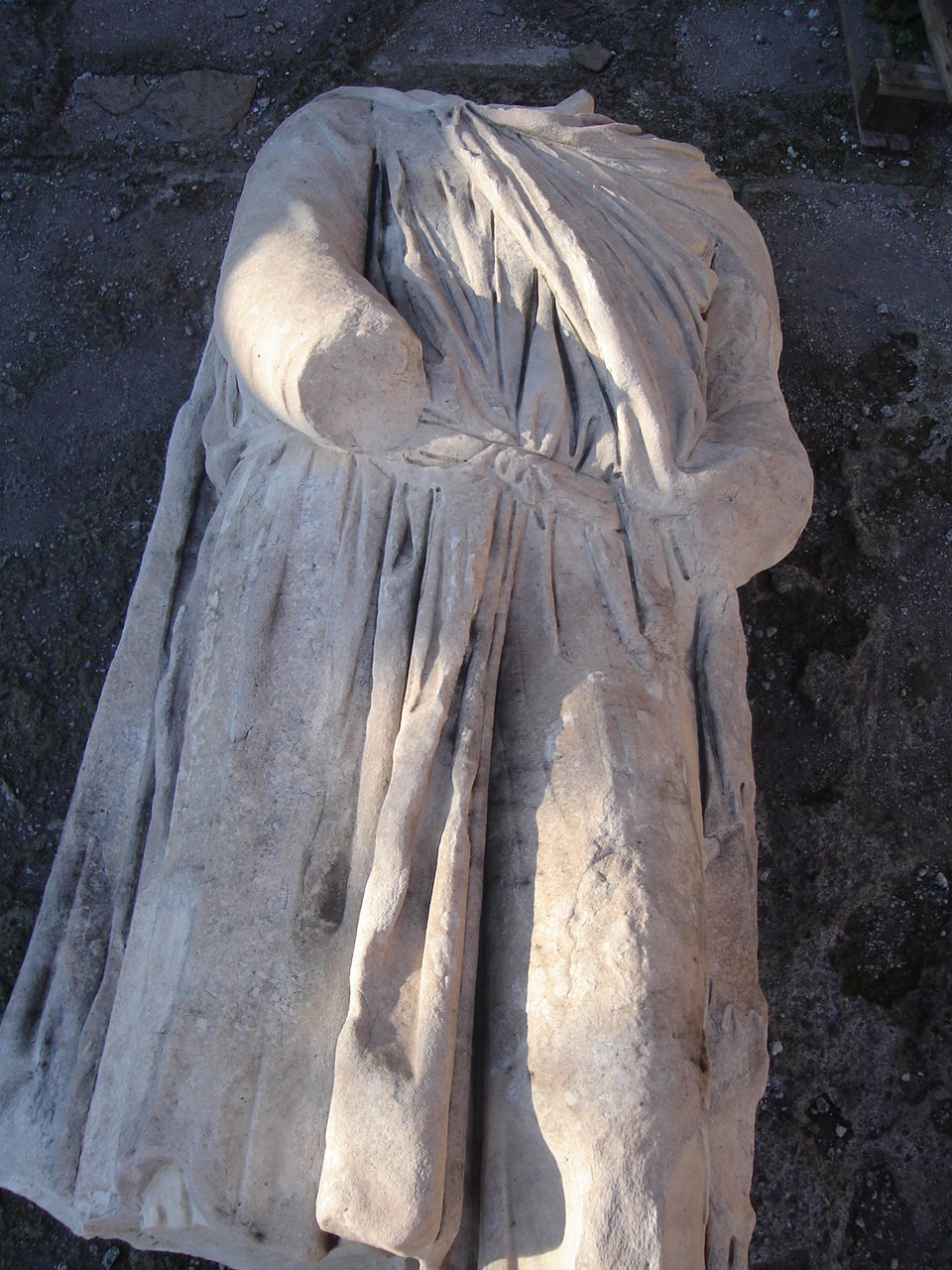
Restes d'une statue en marbre blanc d'un prisonnier dace, réalisée entre 106 et 113.

## Architecture

### Extérieur

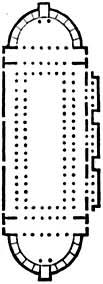
Plan au sol de la basilique Ulpia, 1847.

La basilique forme au sol un grand rectangle, agrandi par deux absides à chaque extrémité. Elle est longue de 117 mètres (170 mètres avec les absides) et large de 59 mètres,. Les murs de la basilique sont couverts de marbre et son toit, 50 mètres au-dessus du sol, est en bois couvert de tuiles en bronze doré. La basilique se tient sur un podium de trois marches de marbre jaune antique, ce qui élève le sol d'un mètre environ par rapport au sol de la place centrale du forum. De ce côté, la façade est divisée en trois sections verticales correspondant chacune à une entrée, une plus large au centre et deux plus petites latérales, chacune marquée par l'avancée d'une plate-forme et une rangée de colonnes supplémentaires (quatre pour l'entrée principale et deux pour les autres ), peut-être de marbre jaune. En avant de chaque entrée se dresse une grande statue de Trajan.

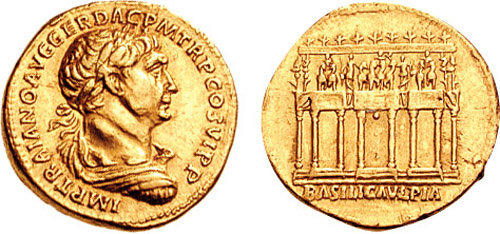
Aureus daté de 112 détaillant sur le côté pile la façade de la basilique.
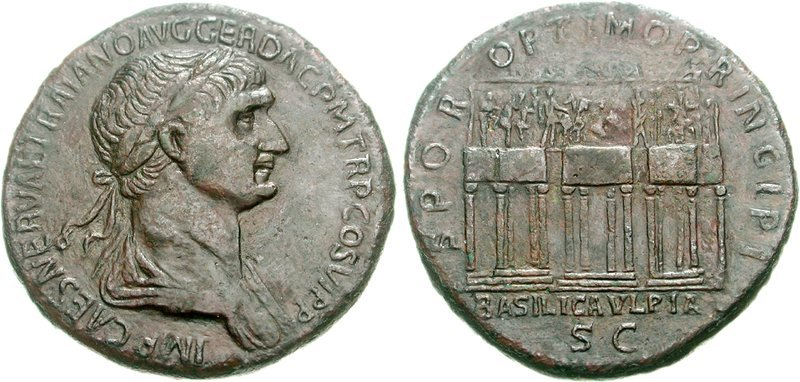
Sesterce frappé entre 112 et 115 montrant sur son côté pile une représentation de la basilique.

Les colonnes supportent un entablement et un attique décoré sur toute sa longueur par une longue frise qui s'étend peut-être même sur les trois autres côtés de la basilique, régulièrement interrompue par des statues de prisonniers daces. Il s'agit peut-être de la Grande Frise de Trajan dont huit panneaux ont été réemployés plus tard pour la décoration de l'Arc de Constantin. Ce n'est qu'une hypothèse et le fait que le forum soit décrit comme en excellent état lors de la visite de Constance II à Rome semble la contredire. Au centre de la façade, au-dessus de l'attique, a été placé un quadrige (le char triomphal de Trajan) entouré de Victoires. Les enseignes des légions ayant participé aux deux guerres contre les Daces sont fixées le long de la façade. Des inscriptions sur l'architrave rappellent le nom de ces légions.

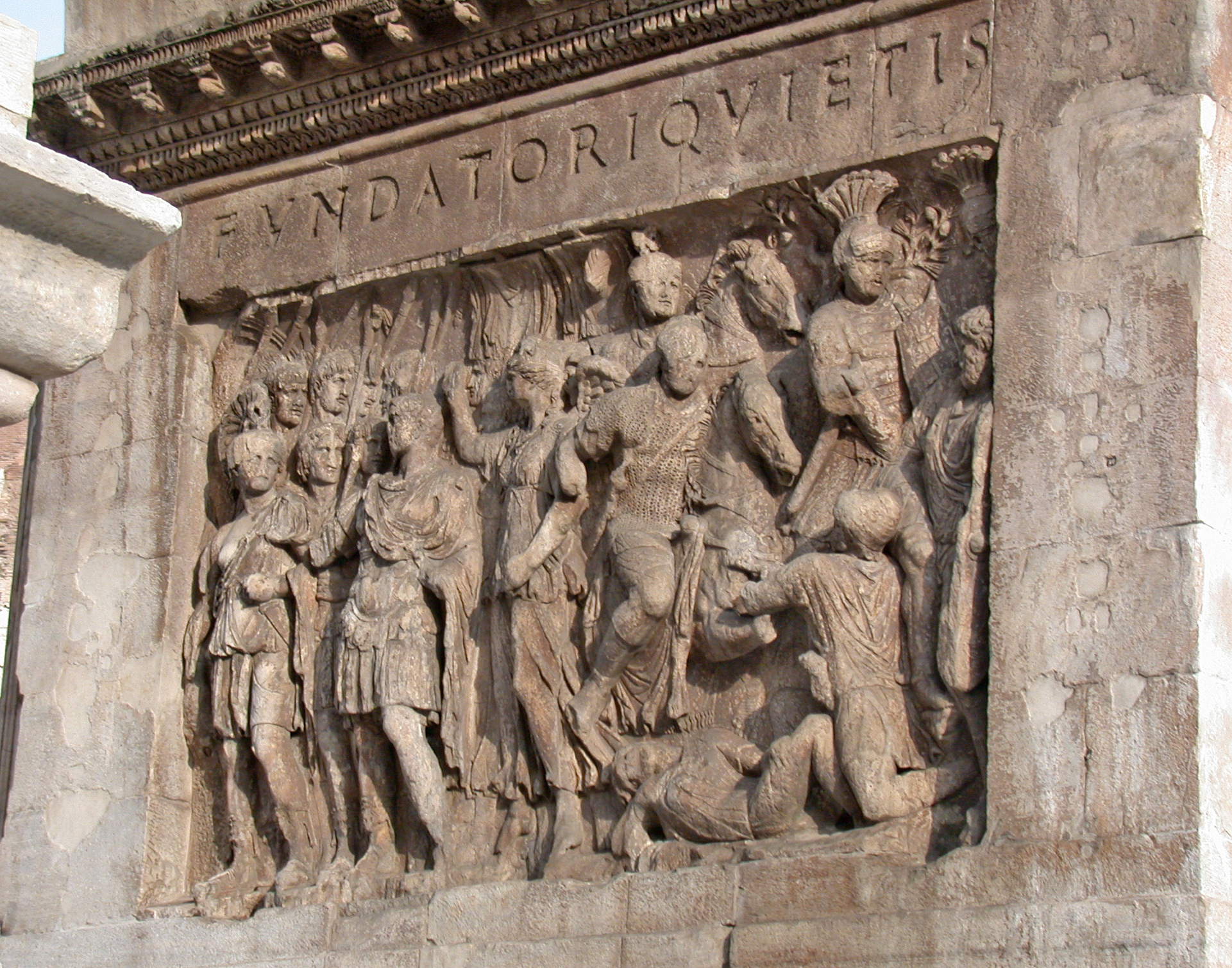
Fragment de la Grande Frise de Trajan réutilisé sur le côté ouest de l'Arc de Constantin.
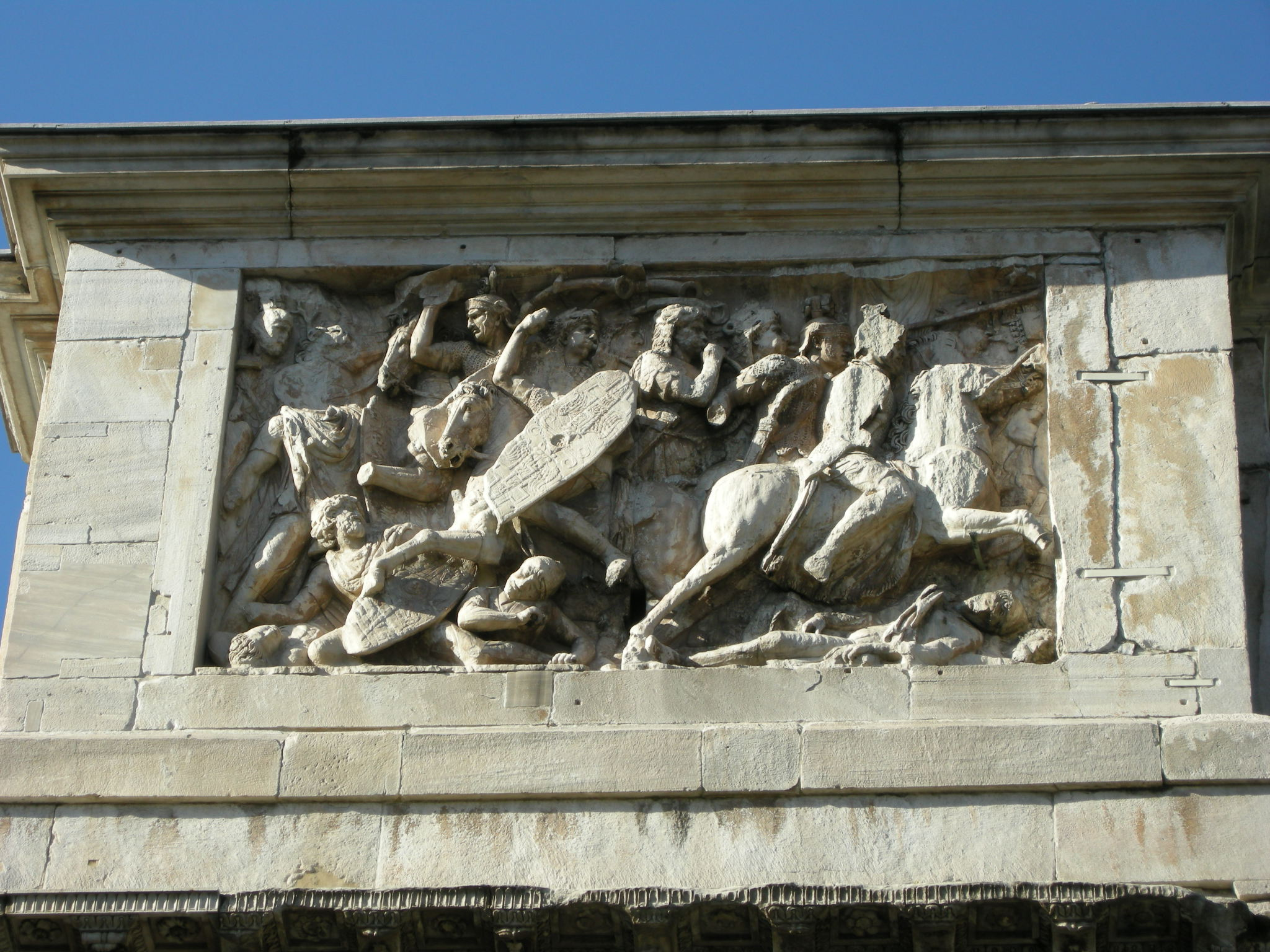
Fragment de la Grande Frise de Trajan réemployé sur l'Arc de Constantin.
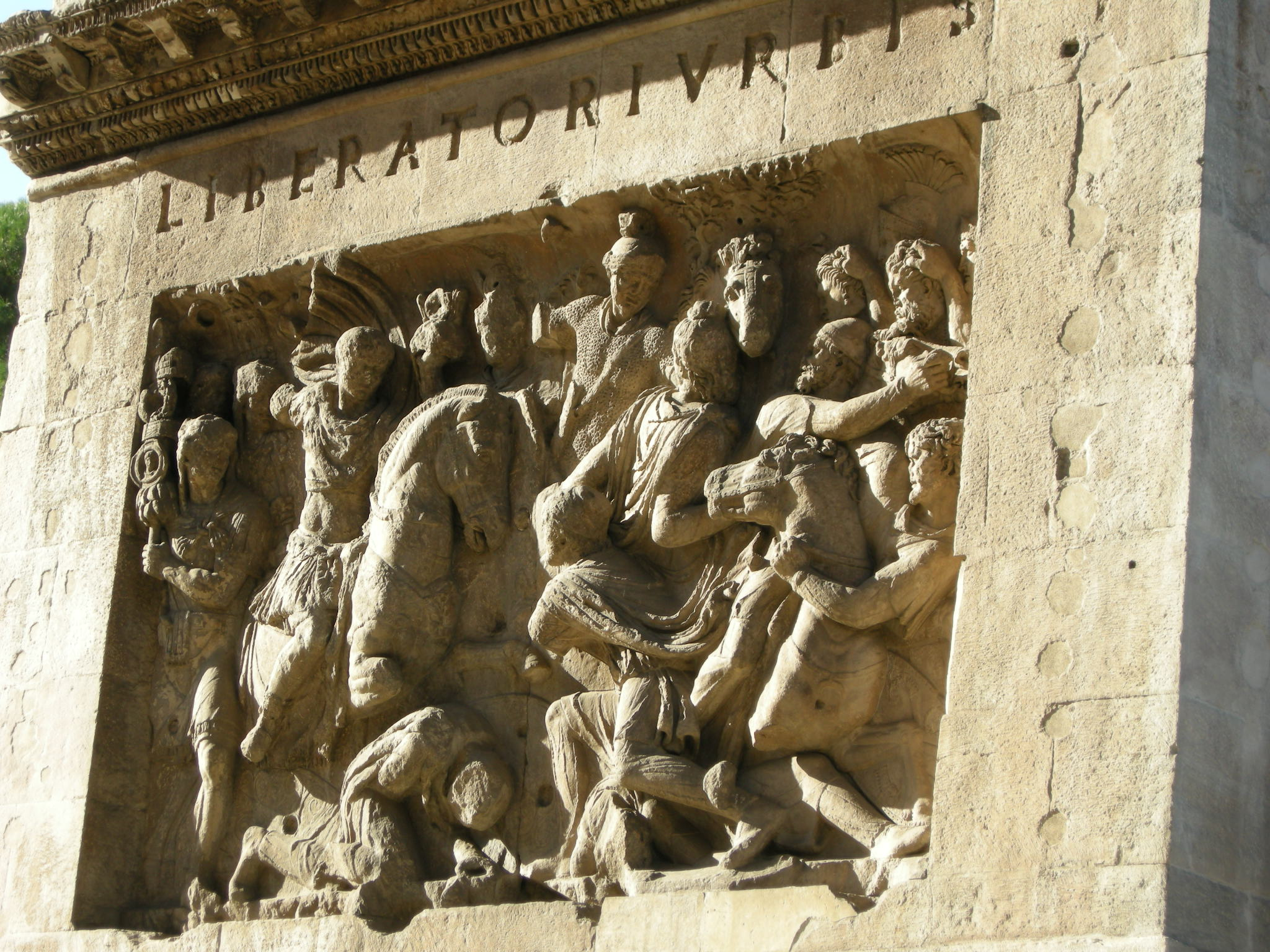
Fragment de la Grande Frise de Trajan réemployé sur l'Arc de Constantin.
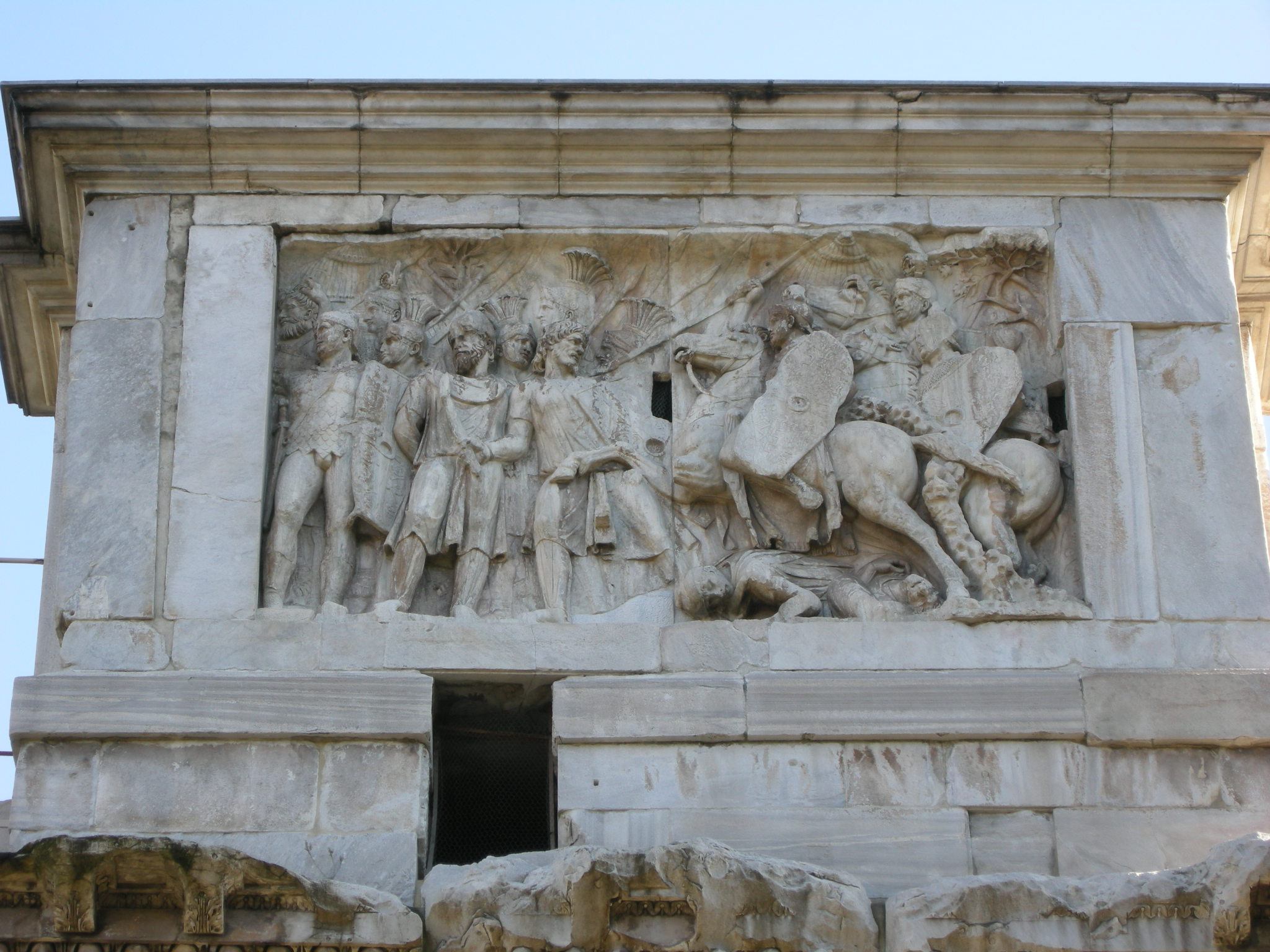
Fragment de la Grande Frise de Trajan réemployé sur l'Arc de Constantin.

### Intérieur

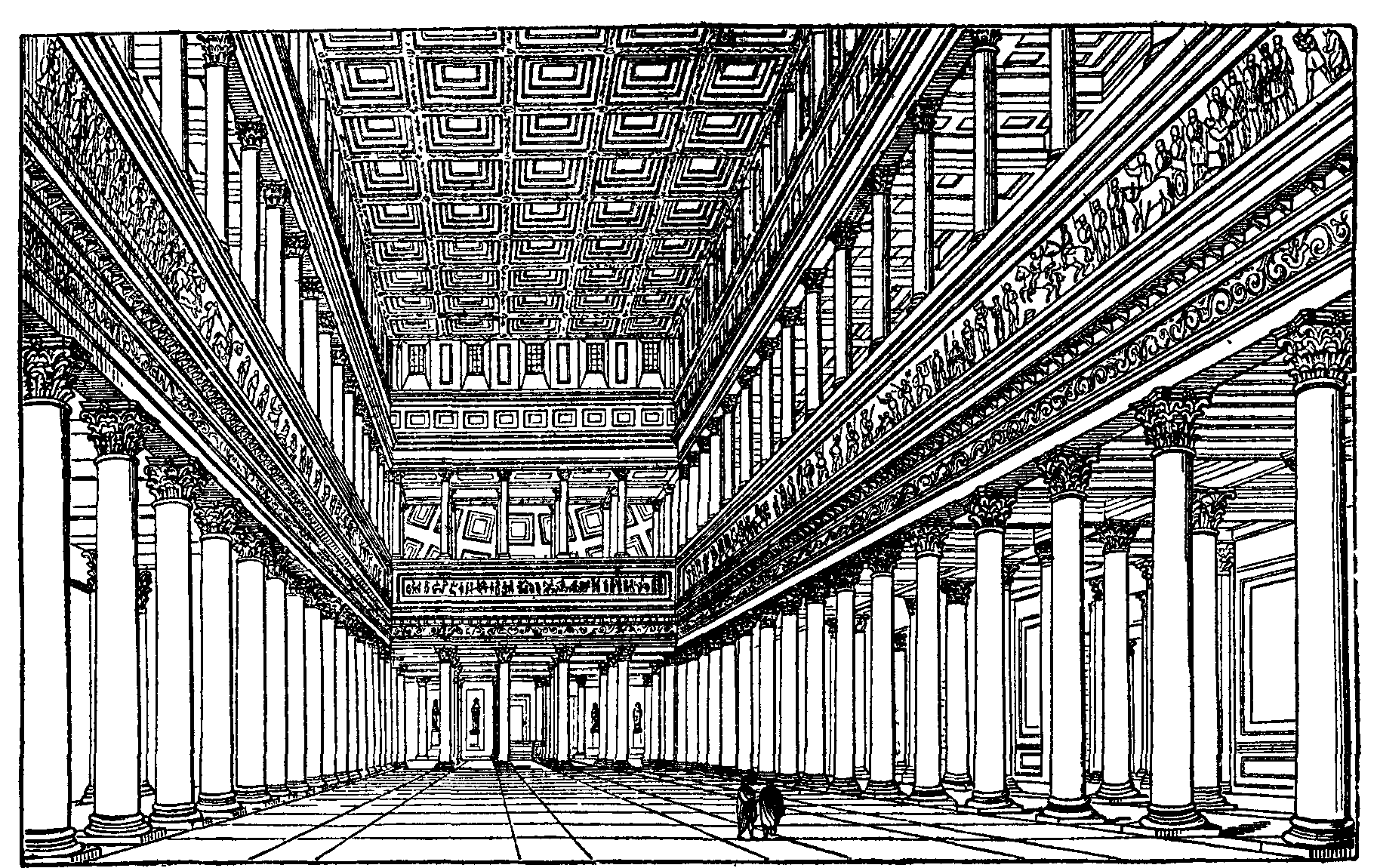
Reconstitution de l'intérieur de la basilique, Encyclopædia Britannica, 1911.

L'intérieur est divisé sur toute sa longueur en cinq ailes (une nef centrale de 25 mètres de large et les nefs latérales de 5 mètres de large chacune), séparées par quatre rangs de 24 colonnes d'ordre corinthien. Les colonnes en granite gris entourant la nef centrale sont plus grandes que les autres qui sont en cipolin. La décoration intérieure rappelle les victoires de Trajan en Dacie avec, par exemple, des statues de marbre représentant des prisonniers daces. Sur la frise intérieure sont représentées des Victoires tauroctones (c'est-à-dire en train de sacrifier des taureaux) et des candélabres ornés de guirlandes. Il est possible que la Grande Frise de Trajan, au lieu de décorer l'attique, ait été en fait affichée sur le long mur en face de l'entrée principale. La nef centrale occupe toute la hauteur du bâtiment et s'ouvre sur un deuxième étage dont les murs sont percés de petites fenêtres laissant entrer la lumière. Le sol est décoré de marbres polychromes provenant de toutes les provinces de l'Empire, alternant des motifs ronds et carrés dans la nef centrale, et des plaques rectangulaires dans les nefs latérales. À chaque extrémité de la basilique, les absides sont séparées du corps central par une rangée de colonnes.

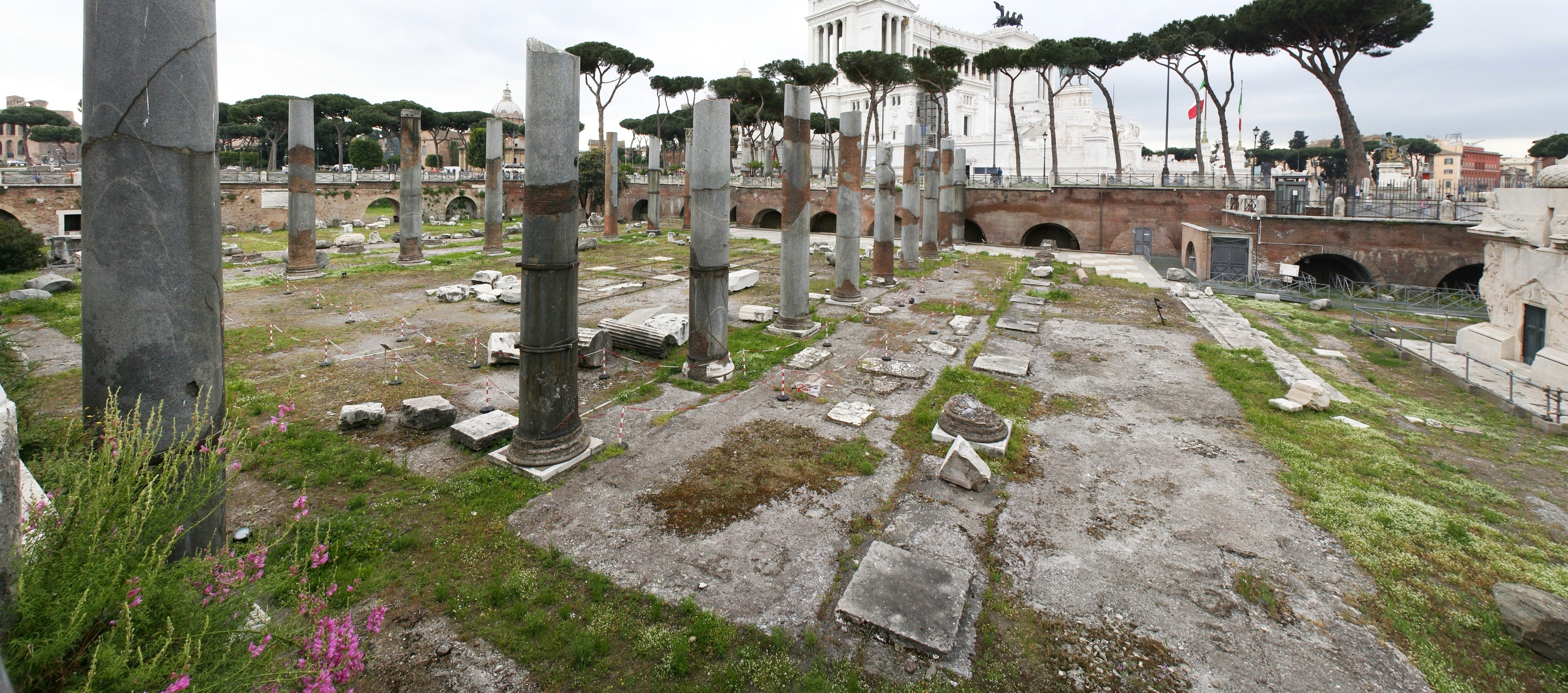
Vue d'ensemble des vestiges de la basilique Ulpia. À droite, le piédestal de la colonne Trajane.